# Hitoshi Saitō
Hitoshi Saitō (jap. 斉藤仁 Saitō Hitoshi; ur. 1 lutego 1961 w Aomori, zm. 20 stycznia 2015 w Higashiōsaka) – japoński judoka startujący przez większą część kariery w wadze ciężkiej.
Na Igrzyskach Olimpijskich w Los Angeles w 1984 zdobył złoty medal pokonując w finale Francuza Angelo Parisiego. Cztery lata później w Seulu powtórzył ten sukces zwyciężając w walce finałowej reprezentanta NRD Henry Stöhra. W 1984 w Kuwejcie został mistrzem Azji.
Ma w swoim dorobku również dwa medale Mistrzostw świata: srebrny w kategorii open z 1983 i złoty z 1985. W 1986 zajął 1. miejsce na Igrzyskach Azjatyckich w Seulu.